# UDFace
UDFaceは、キステム株式会社が販売するコンテンツ管理システム (CMS)。

## 特徴
- 自治体、学校（大学、専門学校等）のウェブサイトに最適。
- ウェブコンテンツJIS（日本工業規格JIS X 8341-3）対応したウェブサイトを構築、簡単に管理（新規作成・変更・削除等）。
- 公開前の承認者チェック機能。

## 機能
- ウェブJISを実現させる入力システム「ブロック入力モード」
- トップページレイアウトを変更する機能
- 画像の色覚チェックと自動調整
- 携帯電話公開対応
- 音声読み上げソフト対応
- RSSファイル公開機能
- ページの公開開始・終了の日時が設定可能
- 組織変更時に部署マスターを容易に変更可能
- キーワード検索機能
- アクセスログ解析（日、ページ、時間）
- 対話式入力機能
- 添付ファイル公開機能
- システム運用者のための各種管理機能

## 動作環境
- OS：
- Webサーバ：
- データベース：
- スクリプト言語：